# Vom Lokführer, der die Liebe suchte…
Vom Lokführer, der die Liebe suchte… ist ein Spielfilm von Veit Helmer aus dem Jahr 2018.

## Handlung
Der Lokführer Nurlan fährt mit seinem Güterzug regelmäßig durch einen Vorort Bakus. Die Gleise führen so dicht zwischen den Häusern hindurch, dass sie Teil des alltäglichen Lebens der Bewohner sind: Da spielen Kinder, werden von Erwachsenen Brettspiele gemacht, und die Wäsche hängt quer über dem Gleis. Wenn das Lichtsignal des Gleises auf Grün schaltet, läuft der kleine Waisenjunge Aziz mit einer Pfeife vor dem Zug her, um die Anwohner zu warnen. Das klappt nicht immer; manchmal wird ein Huhn, ein Ball oder ein Wäschestück nicht mehr rechtzeitig in Sicherheit gebracht. 
Eines Tages bleibt ein Büstenhalter an der Zugscheibe hängen. Der einsame Nurlan, inzwischen im Ruhestand, beschließt, sich auf die Suche nach der Besitzerin des BHs zu machen. Denn seine Werbung bei einer Familie im Bergdorf um eine Braut, war nicht erfolgreich. Trotz vieler Geschenke konnte er die Erwartungen der Brautmutter nicht erfüllen. Sie legte ihm Hanteln vor, die er nicht heben konnte.
Nurlan klopft mit dem BH an die Türen der Häuser an der Bahnstrecke. Es ist ein schwieriges Unterfangen: Nicht alle Frauen wollen ihn probieren, aber einige schon, manche sind an Nurlan interessiert und wollen gegen jede Realität, dass der BH passt. Immer erregt er natürlich bei den Männern, wenn sie zu Hause sind, tätliches Missfallen. Wegen der vielen Abweisungen verlegt sich Nurlan darauf, als fliegender Händler mit BHs zu handeln, um an die Frauen heranzukommen. Der Waisenjunge Aziz, der in einer Hundehütte lebt und in einer Teestube Tee serviert, unterstützt ihn. Besonders als Nurlan darauf verfällt, gar eine mobile Röntgenanlage zur Mammographie zu kapern. Nurlan hat keinen Erfolg. Doch nun verfolgen ihn die Männer des Viertels, schlagen ihn zusammen und ketten ihn ans Gleis. Der Waisenjunge Aziz, der ja dem Zug voranläuft, kann ihn in letzter Minute retten.
Jetzt hat Nurlan die Liebe gefunden. Er nimmt den Waisenjungen Aziz, der gerade vom hartherzigen Teestubenbesitzer verjagt worden war, mit zu sich in sein Bergdorf. Unterwegs finden sie an einer Wäscheleine das Unterteil zu dem BH. Er gehört der Stellwerksangestellten. Sie hängen das Oberteil dazu und setzen ihren Weg nach Hause fort.

## Hintergrund
Veit Helmer inszenierte Vom Lokführer, der die Liebe suchte… als „Tonfilm ohne Dialoge“ und verließ sich dabei auf seine Bildsprache sowie ein „ausgeklügeltes Sounddesign“.
Der Film wurde von der Veit Helmer Filmproduktion in Zusammenarbeit mit dem NDR, dem SWR und dem SR produziert. Die Dreharbeiten fanden zwischen dem 11. September und dem 10. November 2017 in Aserbaidschan und Georgien statt. Gedreht wurde unter anderem in Xinaliq und in „Schanghai“, einem mittlerweile abgerissenen Viertel in Baku. Regisseur Helmer schrieb, er wollte unbedingt zeigen, wie eng in Schanghai die Züge an den Häusern vorbeifuhren. Da er dafür keine Dreherlaubnis erhielt, habe er sehr improvisiert und heimlich, aber mit Unterstützung der Bewohner des Viertels gedreht. Dennoch mussten weitere Szenen in einem Nachbarviertel gedreht werden. Auch wich er in das Nachbarland Georgien aus, wo er keine Probleme mit der Dreherlaubnis gehabt habe, und wo Züge und Depots identisch wie in Baku aussähen.
Der Film hatte seine Uraufführung im Oktober 2018 beim Tokyo International Film Festival. Die deutsche Erstaufführung war am 26. Oktober 2018 bei den Hofer Filmtagen, der deutsche Kinostart am 7. März 2019.

## Kritiken
Der Filmdienst (Stefan Stiletto) ist nicht völlig überzeugt:

„Schon seit seinen Kurzfilmen ist Veit Helmer ein Regisseur der Bilder und nicht der Worte. Das beschert auch seinem jüngsten Film einige markante Einstellungen, die keiner Erklärung bedürfen und liebenswert-skurril Wünsche und Gefühle ausdrücken. Und doch stößt das Konzept, auf Sprache zu verzichten, immer wieder an seine Grenzen. Wenn das wortlose „Hm“ der Darsteller in unterschiedlichen Tonlagen darüber hinwegtäuschen soll, dass hier dogmatisch versucht wird, Dialoge zu umgehen, dann wirkt dies eher verkrampft als leichtfüßig. … Mit dem schönen Ende wiederum, das in seiner Klarheit überrascht, weiß Helmer zu versöhnen. Nicht vom Suchen, sondern vom Finden erzählt sein Film. Und auf einmal geht er sehr zu Herzen.“

epd Film lobt:

„Helmer gelingt es, die verhaltene Wehmut seiner Hauptfigur in den Interaktionen mit Frauen (darunter Paz Vega, Maia Morgenstern und Chulpan Khamatova) und einem kleinen Waisenjungen (Ismail Quluzade) auszubreiten. Er findet einen Weg zu sich selbst – einen Ausweg aus unverschuldeter Einsamkeit. Und das ganz ohne Worte.“

Film-Rezensionen (Oliver Armknecht)  zieht das Fazit:

„„Vom Lokführer, der die Liebe suchte“ nimmt uns mit nach Aserbaidschan, wo ein pensionierter Lokführer die Besitzerin eines BHs sucht. Die Abwandlung des Aschenputtel-Märchens ist selbst zauberhaft, erschafft eine ganz eigene Welt, auch durch die betont altmodische Anmutung und den Verzicht auf Dialoge. Das Korsett der Komödie lässt jedoch keine größere Abwechslung zu.“

## Auszeichnungen
Vom Lokführer, der die Liebe suchte… wurde bei den Hofer Filmtagen 2018 mit dem Hans-Vogt-Filmpreis ausgezeichnet. Er gewann 2019 beim Cinequest Festival in San José den Jurypreis in der Kategorie Komödie. Felix Leiberg war beim Deutschen Filmpreis 2019 in der Kategorie Beste Kamera / Bildgestaltung nominiert.